# Badumna hygrophila
Badumna hygrophila is een spinnensoort in de taxonomische indeling van de Desidae.
Het dier behoort tot het geslacht Badumna. De wetenschappelijke naam van de soort werd voor het eerst geldig gepubliceerd in 1902 door Eugène Simon.